# Shin Megami Tensei V
Shin Megami Tensei V é um video game do gênero RPG desenvolvido e publicado pela Atlus e lançado para Nintendo Switch. É parte da série Shin Megami Tensei, a qual é parte da franquia Megami Tensei. O jogo foi produzido pelo diretor de Shin Megami Tensei IV, Kazuyuki Yamai. Seu gameplay é um hibrido dos títulos  Shin Megami Tensei III: Nocturne e Shin Megami Tensei IV, contendo mecânicas tradicionais da série, como a negociação e fusão de demônios e o sistema de combate turn press. Até abril de 2022, o jogo havia vendido um milhão de cópias.

## Sinopse

### Ambientação
Shin Megami Tensei V é um videogame RPG que se passa no território da atual Tóquio, bem como nas ruínas da cidade que passam a ser denominadas como Netherworld ("Submundo")  O jogo apresenta elementos de jogabilidade de jogos anteriores da série Shin Megami Tensei, como a capacidade de fundir demônios, bem como novas mecânicas tais quais a barra de Magatsuhi, uma barra que é preenchida ao longo dos turnos do combate e permite que o jogador a ative para ganhar danos críticos garantidos.

## Desenvolvimento
Shin Megami Tensei V foi desenvolvido pela Atlus e produzido por Kazuyuki Yamai, que anteriormente dirigiu Shin Megami Tensei IV . Um dos objetivos da equipe de desenvolvimento foi retratar questões e ansiedades modernas, como desemprego, insegurança com a possibilidade de se aposentar, terrorismo e armas nucleares, e problemas domésticos. O jogo foi desenvolvido como um híbrido entre o "encanto profundo" de Shin Megami Tensei III: Nocturne e a jogabilidade de criação e fusão de demônios de Shin Megami Tensei IV .
O jogo foi desenvolvido usando o motor de jogo Unreal Engine 4, uma novidade para a Atlus. De acordo com Yamai, a mudança para o Unreal Engine 4 mudou a maneira como a empresa cria seus jogos, pois "(...) a capacidade de criar algo e vê-lo imediatamente dentro do jogo permite que eles gastem mais tempo testando possibilidades e tendo ideias".</ref> A decisão de desenvolver o jogo para o Nintendo Switch se deu pois Yamai gostou de sua portabilidade combinada com sua capacidade de gráficos de alta definição, embora houvessem alguns desafios derivados do fato que Shin Megami Tensei V marcou a primeira vez que a Atlus desenvolveu um jogo para a plataforma. As melhores capacidades gráficas e de hardware do Nintendo Switch significaram que os demônios do jogo demoraram aproximadamente três vezes mais para serem desenvolvidos em comparação com os jogos anteriores da franquia.

## Lançamento
Shin Megami Tensei V foi lançado mundialmente para Nintendo Switch em novembro de 2021, sendo lançado no Japão em 11 de novembro de 2021 antes de estrear no exterior no dia seguinte. Foi o primeiro título da Atlus e Megami Tensei a receber lançamento mundial simultâneo. O jogo foi publicado pela própria Atlus no Japão, enquanto sua controladora, Sega, distribuiu o jogo na América do Norte, enquanto na Europa a tarefa ficou a cargo da Nintendo.  Juntamente com o lançamento padrão do jogo, ohouve a distribuição de uma edição especial com capa de aço para quem o adquiriu em pré-venda ou o comprou o jogo durante a semana de lançamento. Foi também lançada a "Fall of Man Premium Edition", que trouxe uma embalagem especializada, uma bolsa especial, um manual narrando todos os demônios encontrados no jogo, uma camiseta inspirada no traje escolar do protagonista principal e a trilha sonora do jogo em dois CDs.

## Recepção
Shin Megami Tensei V recebeu "críticas majoritariamente favoráveis" de acordo com o Metacritic,  e foi indicado para melhor jogo de RPG no The Game Awards 2021, mas perdeu para Tales of Arise . Ele estreou como o videogame físico mais vendido da semana no Japão, com uma estimativa de 143.247 cópias vendidas. Ele permaneceu no top 10 por mais duas semanas, vendendo um total de 184.388 cópias físicas no Japão antes de sair dos relatórios semanais da Famitsu . No Reino Unido, estreou como o nono jogo mais vendido naquela semana e superou outros lançamentos recentes de RPG japoneses na região, tais quais Bravely Default II, Monster Hunter Stories 2: Wings of Ruin e Tales of Arise . Na mensagem de Ano Novo publicada pela revista Famitsu, a Atlus anunciou que o jogo vendeu 800 mil cópias. Em abril de 2022, a Atlus anunciou que o jogo vendeu mais de um milhão de cópias em todo o mundo. Em 31 de dezembro de 2022, o jogo havia vendido 1,10 milhão de cópias